# Harry Älmeby
Harry Vilhelm Bruno Älmeby, född 6 oktober 1899 i Älmhult, död 28 december 1970, var en svensk ämbetsman och företagsledare.
Älmeby, vars far hette Andersson, arbetade som handelsbiträde 1915-1918, som telefonarbetare 1918 och som järnvägsarbetare 1919-1920 samt därefter åter som handelsbiträde 1920-1923. Han var handelsföreståndare 1924-1928, distriktsrevisor i Kooperativa förbundet 1928-1933, chef för Konsum Ringen i Motala 1933-1937 och Konsum Alfa i Gävle 1937-1946. Han blev ledamot av Priskontrollnämnden (PKN) 1941 och var dess ordförande 1946-1954. Han utsågs till kommerseråd 1950, var överdirektör och chef för Kontrollstyrelsen 1951-1954. Han tillträdde 1954 som verkställande direktör för Systembolaget, då under namnet Nya systemaktiebolaget, när detta skapades genom sammanslagning av de lokala systembolagen till ett bolag i samband med att motboken avskaffades. Älmeby stannade på VD-posten till sin pensionering 1966.